# Marco Knobel
Marco Knobel (12 aprile 1992) è un giocatore di football americano svizzero che gioca nel ruolo di offensive tackle per i Sankt Gallen Bears.
Suo fratello Sascha è suo compagno di reparto.